# ニュージーランドのラグビーユニオンチーム一覧
ニュージーランドにおいて、主要な大会に出場しているラグビーユニオンチームの一覧を、ここに示す。国代表、スーパーラグビー、ニュージーランド州代表選手権（ナショナル・プロヴィンシャル・チャンピオンシップ、NPC）、アマチュアによるハートランド選手権での、各チームの関係を主に扱う。便宜上、小規模なクラブチームや学校チームなどは扱わない。

## 国代表
ニュージーランドラグビー（ニュージーランドラグビー協会）の主なナショナルチームは、以下のとおり。シンボルマークにシダの葉を使っており、女子代表の愛称「Ferns」はシダを意味する。
- ラグビー男子ニュージーランド代表 - オールブラックス（All Blacks）
- ラグビー女子ニュージーランド代表 - ブラックファーンズ（Black Ferns）
- 7人制ラグビー男子ニュージーランド代表 - オールブラックス・セブンズ (All Blacks Sevens)
- 7人制ラグビー女子ニュージーランド代表 - ブラックファーンズ・セブンズ（Black Ferns Sevens）
- マオリ・オールブラックス（Māori All Blacks）
- U20ラグビーニュージーランド代表（New Zealand Under 20）
- ニュージーランド・ハートランド・フィフティーン（New Zealand Heartland XV）- アマチュア国内大会であるハートランド選手権に出場する地域ユニオンの選手から構成される。
- ニュージーランド・スクールズ（New Zealand Schools）- U18など、高校生以下の代表チーム。

## スーパーラグビー

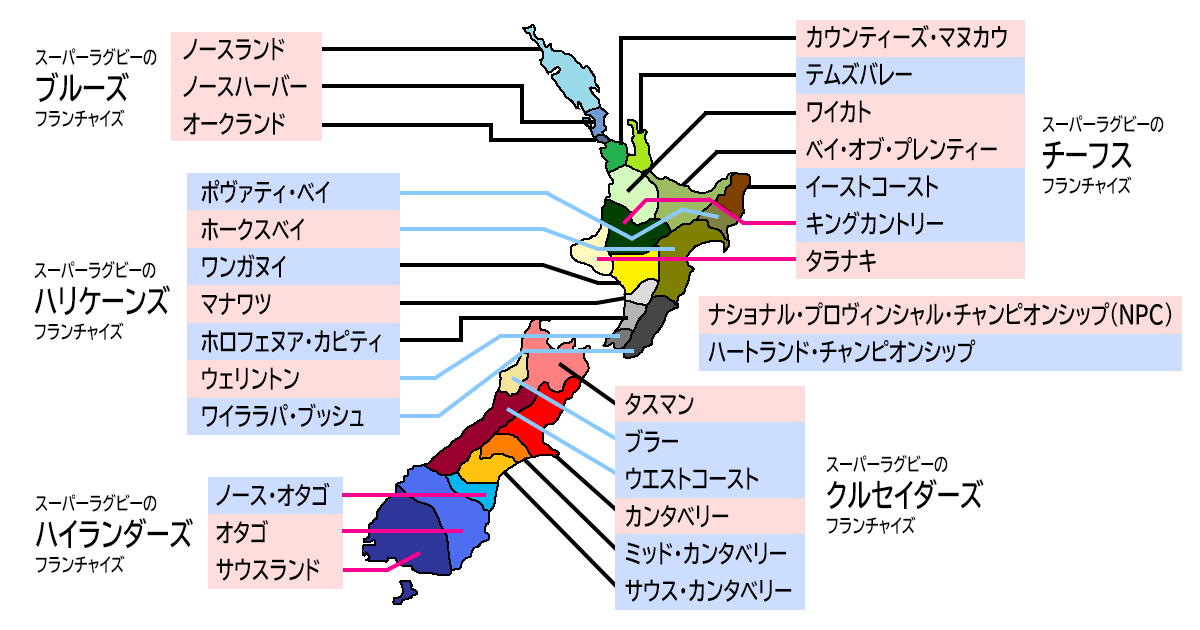
26地域協会のチームと、出場大会

SANZAAR主催のスーパーラグビー・パシフィックに、ニュージーランドから出場する5チーム。大会には、オーストラリアから4チーム、フィジーから1チーム、太平洋諸島諸国（フィジー、サモア、トンガ、クック諸島など）の選手とニュージーランドやオーストラリア生まれの太平洋諸島系の選手からなるニュージーランド協会の統括による1チームも参加する。
スーパーラグビーのチームは、国代表チームに準ずるレベルの構成となる。
以下のように、それぞれフランチャイズ（本拠・出自）となる地域ユニオン（地域協会）とその地域クラブチーム、そして地区がある。ニュージーランドラグビー協会直下には、このように全26地域協会があり、それぞれNPC（州代表選手権）またはハートランド選手権のいずれかに、州代表チームを出している。
| スーパーラグビー チーム | フランチャイズ           | フランチャイズ      | フランチャイズ                         | フランチャイズ     | フランチャイズ | 備考   |
| スーパーラグビー チーム | 州代表チーム             | 出場大会            | 所属している地域協会                   | 州代表の本拠地     | 島             | 備考   |
| ----------------------- | ------------------------ | ------------------- | -------------------------------------- | ------------------ | -------------- | ------ |
| ブルーズ                | ノースランド             | NPC（州代表選手権） | Northland Rugby Union                  | ファンガレイ       | 北島           | [ 2 ]  |
| ブルーズ                | ノースハーバー           | NPC（州代表選手権） | North Harbour Rugby Union              | アルバニー         | 北島           | [ 3 ]  |
| ブルーズ                | オークランド             | NPC（州代表選手権） | Auckland Rugby Union                   | オークランド       | 北島           | [ 4 ]  |
| チーフス                | カウンティーズ・マヌカウ | NPC（州代表選手権） | Counties Manukau Rugby Football Union  | プケコヘ           | 北島           | [ 6 ]  |
| チーフス                | ワイカト                 | NPC（州代表選手権） | Waikato Rugby Union                    | ハミルトン         | 北島           | [ 7 ]  |
| チーフス                | ベイ・オブ・プレンティ   | NPC（州代表選手権） | Bay of Plenty Rugby Union              | タウランガ         | 北島           | [ 8 ]  |
| チーフス                | タラナキ                 | NPC（州代表選手権） | Taranaki Rugby Football Union          | ニュープリマス     | 北島           | [ 9 ]  |
| チーフス                | テムズバレー             | ハートランド選手権  | Thames Valley Rugby Football Union     | パエロア           | 北島           | [ 10 ] |
| チーフス                | イーストコースト         | ハートランド選手権  | Ngāti Porou East Coast Rugby Union     | ルアトリア         | 北島           | [ 11 ] |
| チーフス                | キングカントリー         | ハートランド選手権  | King Country Rugby Football Union      | テ・クイティ       | 北島           | [ 12 ] |
| ハリケーンズ            | ホークス・ベイ           | NPC（州代表選手権） | Hawke's Bay Rugby Union                | ネーピア           | 北島           | [ 14 ] |
| ハリケーンズ            | マナワツ                 | NPC（州代表選手権） | Manawatu Rugby Union                   | パーマストンノース | 北島           | [ 15 ] |
| ハリケーンズ            | ウェリントン             | NPC（州代表選手権） | Wellington Rugby Football Union        | ウェリントン       | 北島           | [ 16 ] |
| ハリケーンズ            | ポヴァティ・ベイ         | ハートランド選手権  | Poverty Bay Rugby Football Union       | ギズボーン         | 北島           | [ 17 ] |
| ハリケーンズ            | ワンガヌイ               | ハートランド選手権  | Whanganui Rugby Football Union         | ワンガヌイ         | 北島           | [ 18 ] |
| ハリケーンズ            | ホロフェヌア・カピティ   | ハートランド選手権  | Horowhenua-Kapiti Rugby Football Union | レビン             | 北島           | [ 19 ] |
| ハリケーンズ            | ワイララパ・ブッシュ     | ハートランド選手権  | Wairarapa Bush Rugby Football Union    | マスタートン       | 北島           | [ 20 ] |
| クルセイダーズ          | タスマン                 | NPC（州代表選手権） | Tasman Rugby Union                     | ネルソン           | 南島           | [ 22 ] |
| クルセイダーズ          | カンタベリー             | NPC（州代表選手権） | Canterbury Rugby Football Union        | クライストチャーチ | 南島           | [ 23 ] |
| クルセイダーズ          | ブラー                   | ハートランド選手権  | Buller Rugby Football Union            | ウエストポート     | 南島           | [ 24 ] |
| クルセイダーズ          | ウエストコースト         | ハートランド選手権  | West Coast Rugby Football Union        | グレイマウス       | 南島           | [ 25 ] |
| クルセイダーズ          | ミッド・カンタベリー     | ハートランド選手権  | Mid Canterbury Rugby Football Union    | アシュバートン     | 南島           | [ 26 ] |
| クルセイダーズ          | サウス・カンタベリー     | ハートランド選手権  | South Canterbury Rugby Football Union  | ティマルー         | 南島           | [ 27 ] |
| ハイランダーズ          | オタゴ                   | NPC（州代表選手権） | Otago Rugby Football Union             | ダニーデン         | 南島           | [ 29 ] |
| ハイランダーズ          | サウスランド             | NPC（州代表選手権） | Rugby Southland                        | インバーカーギル   | 南島           | [ 30 ] |
| ハイランダーズ          | ノース・オタゴ           | ハートランド選手権  | North Otago Rugby Football Union       | オマルー           | 南島           | [ 31 ] |

## NPC（州代表選手権）
NPC（ナショナル・プロヴィンシャル・チャンピオンシップ、州代表選手権）に出場するチームは、スーパーラグビーのチームに準ずる構成となる。14の地域協会によるチームで競われる。
2021年から、いわゆるホームセンター事業を手掛けるBunnings（バニングス）による命名権により、「Bunnings NPC」「Bunnings Warehouse NPC」ともいう。

## ハートランド選手権
ハートランド・チャンピオンシップ（Heartland Championship、ハートランド選手権）は、2006年にNPCから分離する形で始まった。NPCがプロクラブチーム、ハートランドがアマチュアクラブ、という区別がある。12の地域協会によるチームで競われる。
2021年からのバニングスによる命名権により、「Bunnings Warehouse Heartland Championship（バニングス・ウェアハウス・ハートランド・チャンピオンシップ）」「Bunnings Heartland Championship」ともいう。